# Марлинтон (Западная Виргиния)
Марлинтон (англ. Marlinton) — город в штате Западная Виргиния, США. Он является административным центром округа Покахонтас. В 2010 году в городе проживало 1054 человека.

## Географическое положение
Марлинтон находится на востоке штата Западная Виргиния и является административным центром округа Покахонтас. Он расположен на месте слияния рек Гринбрайер и Кнеп-Крик. Расположен на территории парка штата Гринбайер-Ривер-Трейл (англ. Greenbrier River Trail). Полная площадь города — 6,55 км², из которых 6,32 км² — земля и 0,23 км² — вода.

### Климат
По классификации климатов Кёппена климат Марлинтона относится к морскому климату западного побережья. Среднее годовое количество осадков — 1130,3 мм. Средняя температура июля — 18,3 °С со средним максимумом 25,3 °С, средняя температура января — −4,5 °С со средним минимумом −10,6 °С.

## История
До прибытия первых поселенцев на территории города сезонно проживали коренные американцы. В середине XVIII века это были шауни, делавары и минго, которые селились в долине реки в летние месяцы для охоты и рыбалки. В то время Аллеганы считались западной границей исследованных земель. Джейкоб Марлин и Стивен Севел прибыли на нынешнюю территорию города около 1749 года. Они построили хижину в месте слияния Гринбрайера и Кнеп-Крик, но через 5 лет уехали. Марлинтон считается первым белым поселением в долине реки Гринбрайер. Недалеко от места, где находится окружной суд, в 1755 году был построен форт Гринбрайер. Населённый пункт был известен как Марлинтонская низина до 1886 года, когда он поменял имя на Марлинтон. 
До 1890-х годов оставался фермерским поселением с церковью и гостиницей. Около 1890 года началось строительство железной дороги Чесапика и Огайо вдоль Гринбрайер, и город стал очень быстро развиваться. В 1891 году окружной центр был перенесён из Хантерсвилля в Марлинтон. 2 апреля 1900 года город был инкорпарирован. К 1910 году в Марлинтоне были кожевенный завод, 2 банка, 2 газеты, около 20 магазинов, больница, опера, волонтёрская пожарная станция, школа, система канализации, электростанция и население 1045 человек. Кожевенный завод закрылся в 1970 году, железнодорожная линия в 1978 году. Сильные наводнения в ноябре 1985 года и январе 1996 года причинили сильный ущерб городу. Однако, Марлинтон остался окружным центром и начинал ориентироваться на развитие туризма.

## Население
По данным переписи 2010 года население Марлинтона составляло 1054 человека (из них 45,6 % мужчин и 54,4 % женщин), 467 домашних хозяйств и 247 семей. Расовый состав: белые — 97,8 %, афроамериканцы — 1,4 %, коренные американцы — 0,3 % и представители двух и более рас — 0,4 %.
Из 467 домашних хозяйств 31,7 % представляли собой совместно проживающие супружеские пары (9,9 % с детьми младше 18 лет), в 16,5 % семей женщины проживали без мужей, в 4,7 % семей мужчины проживали без жён, 47,1 % не имели семьи. В среднем домашнее хозяйство ведут 2,12 человек, а средний размер семьи — 2,80 человека. Доля лиц старше 65 лет — 21,2 %. Средний возраст населения — 47,4 лет.
В 2014 году медианный доход на семью оценивался в 33 125 $, на домашнее хозяйство — 25 586 $.
Динамика численности населения:
|  |